# Ukryte
Ukryte (Caché) – francuski film z 2005 roku w reżyserii Michaela Haneke, nagrodzony za reżyserię na festiwalu w Cannes w tym samym roku.

## Fabuła
Georges Laurent prowadzi program literacki we francuskiej telewizji i żyje razem z żoną Anne i synem Pierrotem. Ich spokojne życie zostaje przerwane, kiedy anonimowo otrzymują kasety video z nagranym widokiem ich domu. Nadawca staje się natarczywy i dołącza do nich także dziecięce rysunki odnoszące się do przeszłości Laurenta. Georges i Anne postanawiają zgłosić sprawę na policję, ale ta odmawia pomocy, ponieważ nagrania nie zawierają żadnych otwartych gróźb.
Jedna z kaset pokazuje drogę do mieszkania Algierczyka Majida, którego rodzice pracowali dla rodziny Georges'a. Kiedy zostali oni zabici w masakrze paryskiej, chłopiec miał zostać adoptowany właśnie przez rodziców Laurenta. Georges oskarża Majida o podsyłanie kaset, ale ten stwierdza, że nie ma z tym nic wspólnego. Później, w nocy ma sen, w którym Majid jako chłopiec odcina głowę kogutowi i straszy go.
Pewnego dnia Pierrot nie wraca ze szkoły. Rodzice podejrzewają, że został porwany przez Majida. Razem z policją idą do mieszkania, w którym aresztują podejrzanego i jego syna. Obaj wypierają się winy. Zostają zwolnieni następnego ranka. W tym samym czasie zjawia się Pierrot, mówiąc że spędził noc u kolegi. Anne wdaje się z nim w kłótnię.
Georges zostaje ponownie zaproszony do mieszkania Majida. Wyjaśnia mu on, że nie miał nic wspólnego z porwaniem i chciał, aby Georges był czegoś świadkiem. Po tych słowach podrzyna sobie gardło. Georges opowiada Anne historię swojego dzieciństwa, kiedy to zdenerwowany obecnością Majida w rodzinnym domu powiedział rodzicom, że Algierczyk straszył go, ucinając głowę kogutowi. Doprowadziło to do wysłania Majida do sierocińca.
Georges zostaje zmuszony do rozmowy przez syna Majida. Mówi że nie ponosi odpowiedzialności za nieszczęście jego ojca. Syn Majida pyta się, jak to jest być powodem czyjejś śmierci. Rozwścieczony Georges wychodzi. Potem w domu bierze środki nasenne i idzie spać.
Na końcu widzimy dwie sceny pokazane z dalekiej perspektywy. W pierwszej mężczyzna i kobieta przyjeżdżają starym samochodem do domu rodzinnego Georges'a. Wychodzą oni razem z młodym Majidem, który rzuca się i nie chce wejść do samochodu. W drugiej widzimy syna Majida, który przychodzi na spotkanie z Pierrotem. Po dłuższej chwili chłopcy się rozchodzą. Nie słyszymy treści rozmowy.

## Obsada
- Daniel Auteuil jako Georges Laurent
- Juliette Binoche jako Anne Laurent
- Maurice Bénichou jako Majid
- Annie Girardot jako matka Georges'a
- Lester Makedonsky jako Pierrot Laurent
- Daniel Duval jako Pierre
- Nathalie Richard jako Mathilde
- Denis Podalydès jako Yvon
- Aïssa Maïga jako Chantal
- Walid Afkir jako syn Majida
- Bernard Le Coq jako redaktor naczelny
- Philippe Besson jako gość audycji telewizyjnej
- Christian Benedetti jako ojciec Georges'a
- Caroline Baehr jako mama François
- Loic Brabant jako policjant #2
- Diouc Koma jako rowerzysta